# 戴维·K·怀亚特

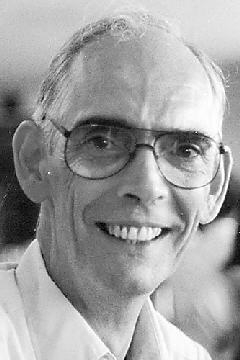
戴维·K·怀亚特

戴维·K·怀亚特（英語：David K. Wyatt，1937年9月21日—2006年11月14日）美国历史学家、作家。他是西方世界泰国相关问题的权威专家，著有《泰国史》等书，此外还将数本泰国编年史翻译为英文。

## 生平
1969年至2002年于康奈尔大学任教。1993年担任康奈尔大学历史系主任和亚洲研究协会主席。

## 著作
- The Politics of Reform in Thailand (1969)
- Thailand: A Short History, (1984, 2003) ISBN 978-0-300-08475-7
  - 简体中文译本：《泰国史》，郭继光译，ISBN 978-7-5473-0073-2
- Siam in Mind (2002) ISBN 978-974-7551-72-3